# Churachandpur (huyện)
Huyện Churachandpur là một huyện thuộc bang Manipur, Ấn Độ. Thủ phủ huyện Churachandpur đóng ở Churachandpur. Huyện Churachandpur có diện tích 4574 ki lô mét vuông. Đến thời điểm năm 2001, huyện Churachandpur có dân số 228707 người.